# Bacary Sagna
Bacary Sagna (Sens, 1983. február 14. –) francia válogatott labdarúgó a Montreal Impact játékosa. Az Arsenal akkori  menedzsere, Arsène Wenger a Premier League legjobb jobbhátvédjeként jellemezte. Habár elsősorban szélső hátvéd, az Arsenalban sokszor középen játszott.
Karrierjét az Auxerre-ben kezdte, mielőtt 2007-ben 7 millió euróért cserébe az Arsenalba igazolt. 2014-ben, nem sokkal a 2014-es FA-kupa megnyerését követően, amelyik a klubnál szerzett első trófeája volt, elhagyta csapatát, szerződése lejártával a Manchester Citybe igazolt. 2007 óta felnőttválogatott, két világbajnokságon is ott volt.

## Pályafutása

### Auxerre
Sagna az FC Sens csapatában kezdte a pályafutását. Ezután az Auxerreben 87 Ligue 1-es mérkőzésen szerepelt, 2005-ben megnyerte a Francia Kupát. Az Auxerre-el 3 szezonon keresztül 17 mérkőzésen lépett pályára az UEFA-kupában. Beszavazták a legjobb jobb oldali védő posztjára a Ligue 1-ben. Az Auxerreben együtt játszott későbbi arsenalos csapattársával Abou Diabyval és a Tottenham Hotspur védőjével, Younès Kaboullal. A liga egyik legjobb szélső védője lett, a szurkolók Mr. Reliableként becézik.

### Arsenal

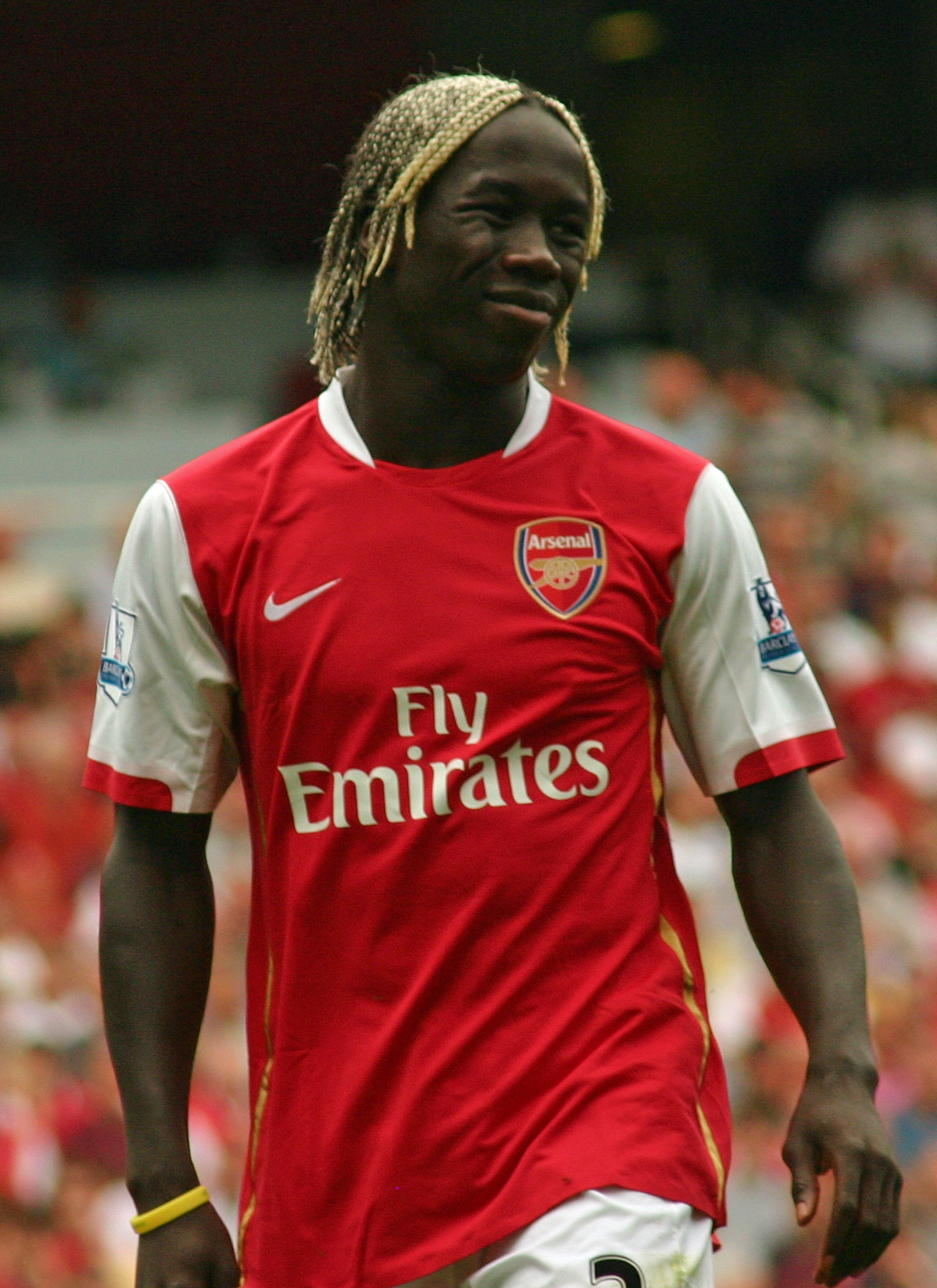
Sagna az Arsenalban a 2007–08-as szezonban

#### 2007–08
2007. július 12-én Sagna az Arsenalba igazolt, az ára 9 és 11 millió euró között lehetett. Az előzőleg Ashley Cole által viselt 3-as mezt kapta.
Sagna 2007. július 19-én mutatkozott be új csapatában, az osztrák Bad Walterdorf Stadionban rendezett barátságos találkozón 3–0-ra verték a török Gençlerbirliğit.
2008. február 13-án, egy héttel az AC Milan elleni UEFA-bajnokok ligája-nyolcaddöntő visszavágója előtt 28 évesen elhunyt Bacary idősebb testvére, Omar Sagna, mindössze 1 nappal a születésnapja előtt. Apja tanácsára játszott a találkozón, az Arsenal 0–2-re nyert, ennyivel is jutott tovább.
2008. március 23-án egy fejesből szerezte meg első gólját a Chelsea elleni idegenbeli mérkőzésen, de később megsérült és az Arsenal a végén 2-1-re kikapott ellenfelétől. A 2007-2008-as szezon végén bekerült az év Premier League-es álomcsapatába.

#### 2008–09

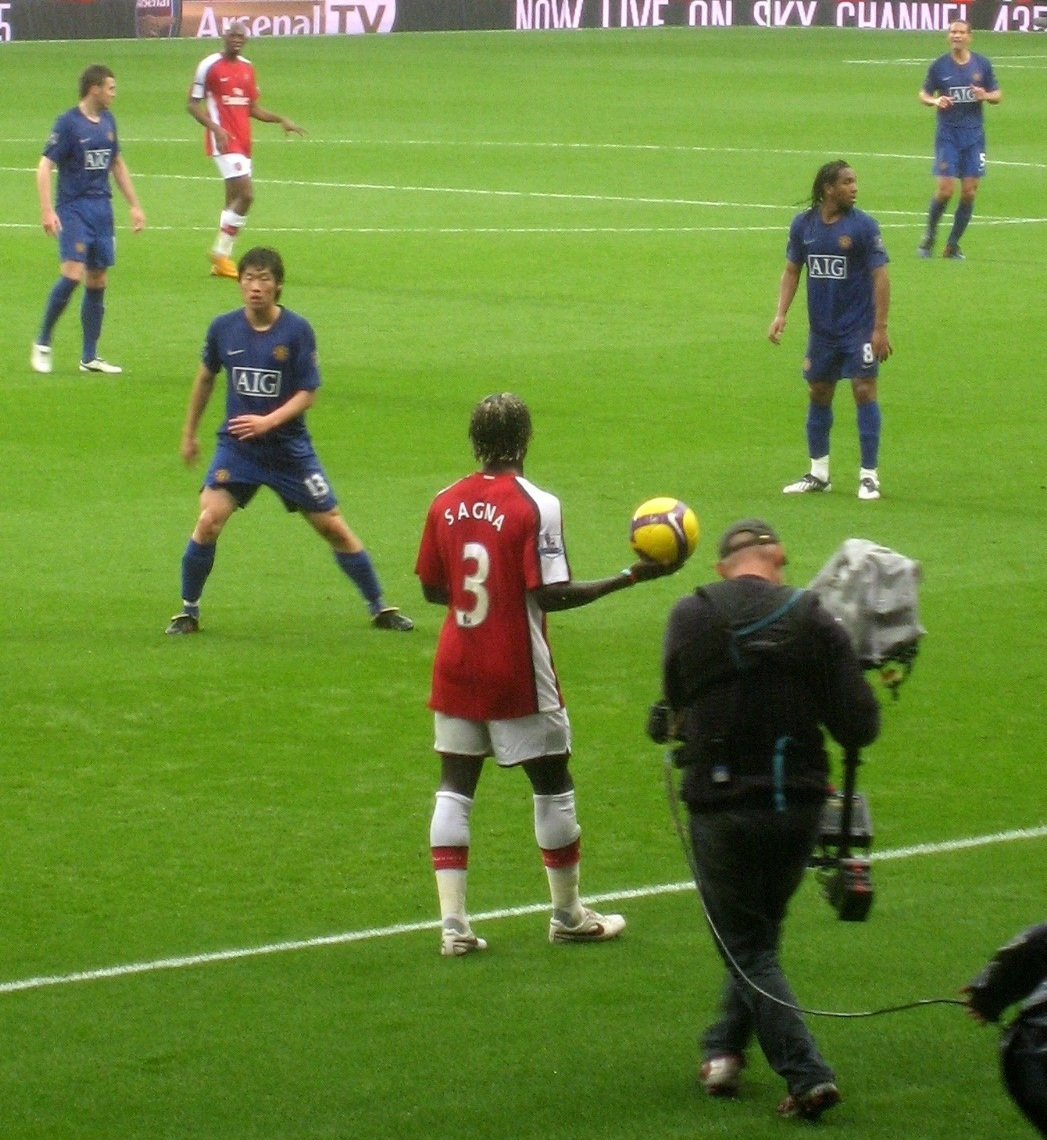
Sagna elvégez egy bedobást a Manchester United ellen

Sagna a 2008–09-es szezon előtt új szerződést kötött az Arsenallal. További két évvel lett megtoldva, így 2014-ig szólt. Sagna ezt mondta: "Imádom az Arsenalt, nagyszerű klub", majd később hozzátette: "A menedzser szintén nagyon jó, a következő szezonban minden trófeáért harcban leszünk!" Az Aston Villa ellen elképesztő módon mentette meg csapatát: felugrott és elrúgta a labdát, így előnnyel vonulhattak szünetre, a vége 2–2 lett.

#### 2009–10
Sagna ebben a szezonban sérülései miatt nem tudott úgy hozzájárulni a csapat teljesítményhez, mint az azt megelőző két évadban. Viszont így is sok gólpasszt adott. A legfontosabb ezek közül a Wolverhampton ellen Nicklas Bendtnernek adott keresztlabdája volt, a 94. percben szerzett találattal nyertek 1–0-ra. Több csapat is el akarta vinni Londonból, mint például az Internazionale.

#### 2010–11

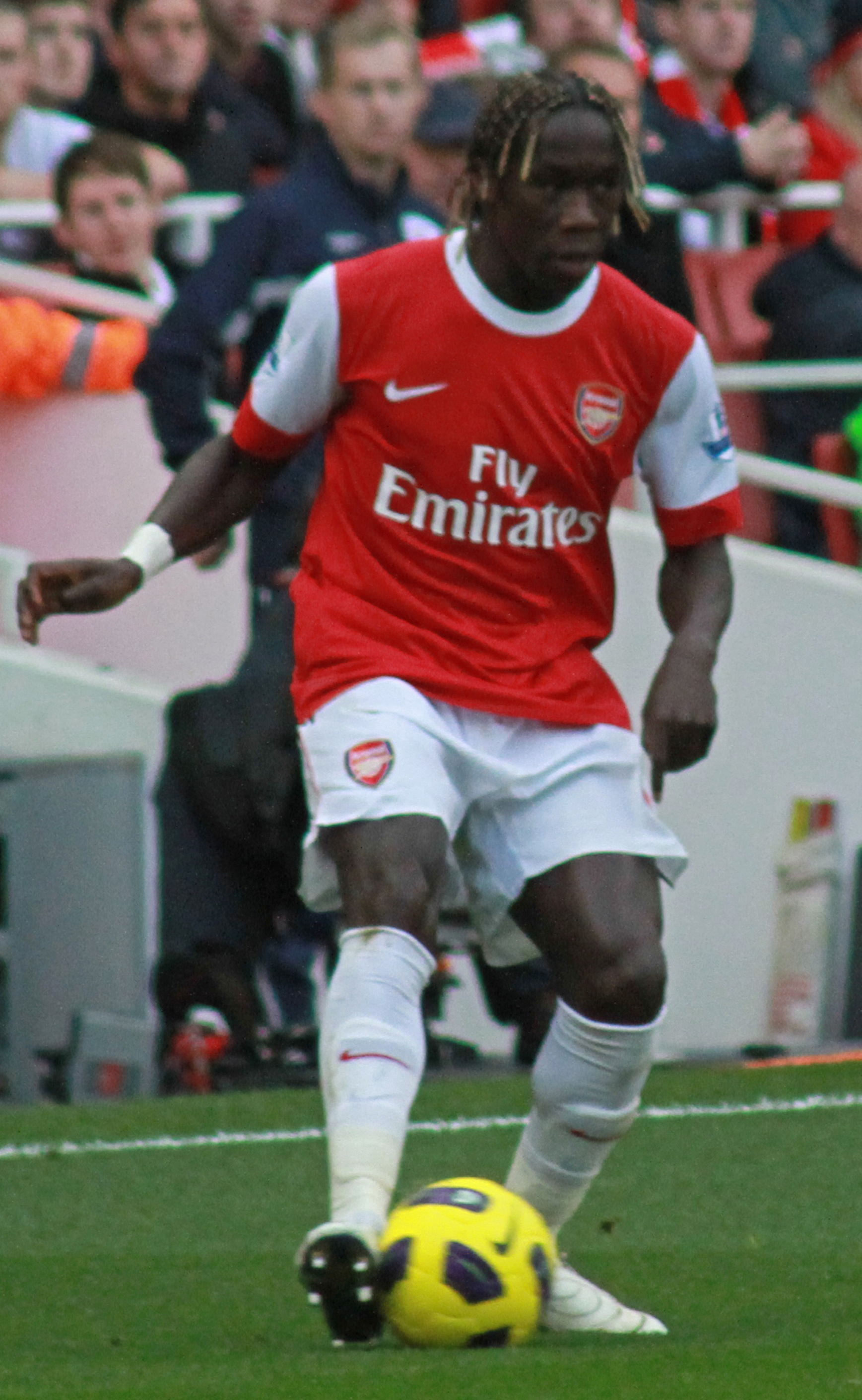
Bacary Sagna az Arsenalban 2010-ben

Sagna első Emirates Stadionbeli gólját a Celticnek lőtte, a 3–2-re megnyert meccsel sorozatban második Emirates-kupagyőzelmüket ünnepelhették. Bajnokin október 3-án a Chelsea ellen kezdett 100. alkalommal, a Stamford Bridge-i találkozón a kékek 2–0-ra nyertek. 2010. november 14-én megszerezte második gólját az Arsenalban, az Evertont 2–1-re verték ekkor a Goodison Parkban. 2010. december 8-án Sagna megkapta első arsenalos piros lapját, csapata így is legyőzte a szezonbeli utolsó Bajnokok Ligája-csoportmeccsén a Partizant.
2011. január 1-jén a Birmingham City ellen Lee Bowyer egy szerelés után megtaposta, az angolt a FA az esetért 3 találkozóra eltiltotta. 2011. január 5-én már másodszor állították ki a szezonban, mivel Manchester City-beli poszttársával, Pablo Zabaletával megfejelték egymást az Emirates Stadionban rendezett gól nélküli meccs utolsó pillanataiban. 2011. január 19-én szezonbeli második gólját lőtte, ami a meccsen az Arsenalnak is második volt: kupameccsen 3–1-re verték a Leedset az Elland Roadon. Ez volt Sagna legjobb szezonja: addigi legjobbja a 2007–08-as szezonban lőtt egy gólja volt. Sagnát ebben a szezonban is beválasztották az év csapatába.

#### 2011–12
2011. augusztus 13-án, szombaton végigjátszotta az első fordulóban rendezett idegenbeli Newcastle elleni gól nélküli összecsapást. 2011. augusztus 20-án, szintén szombaton fogadták a Liverpoolt, Sagna balhátvédként kezdett, végigjátszotta az összecsapást, a vendégek 2–0-ra nyertek, 11 év után verték meg idegenben az Arsenalt. 2011. augusztus 23-án betegség miatt kihagyta a Manchester United elleni idegenbeli összecsapást.
Sagna az észak-londoni rivális Tottenham elleni találkozón lábtörést szenvedett, miután Benoît Assou-Ekotto ügyetlenül találta el. 2012. január 29-én a 89. percben állt be az Aston Villa ellen, ezzel visszatért súlyos sérülése után.
Február 26-án ismét kezdett az észak-londoni derbin és Mikel Arteta keresztlabdájából szerzett fejes góljával az Arsenal elkezdte a felzárkózást, 2–0-ról jöttek vissza, végül 5–2-re nyertek. Balszerencsés módon a szezon utolsó meccsén a Norwich ellen eltört ugyanaz a lába, így lemaradt a 2012-es labdarúgó-Európa-bajnokságról.

#### 2012–13
Októberben tért vissza az első csapatba, az Arsenal 1–0-ra győzte le a Queens Park Rangersöt. 2012. november 3-án végigjátszotta a Manchester United elleni Old Traffordon rendezett Premier league-meccset, 2–1-re kikaptak. Távolléte alatt Carl Jenkinson kezdett a posztján, majd visszatérése után komoly kritikákat kapott, de továbbra is ő volt az első számú jobbhátvéd. 2013. február 9-én Laurent Koscielny megsérült a bemelegítés alatt, így Sagna helyettesítette középen a Sunderland ellen. Sagna jól teljesített, a sokáig 10 emberrel játszó Arsenal 1–0-ra nyert. 2013. április 28-án otthon játszottak a Manchester United ellen, Sagna rossz ütemben szerelt a 16-oson belül, a büntetőt Robin van Persie gólra váltotta, kiegyenlítve Theo Walcott második percben esett gólját, több találat már nem esett a meccsen.

#### 2013–14

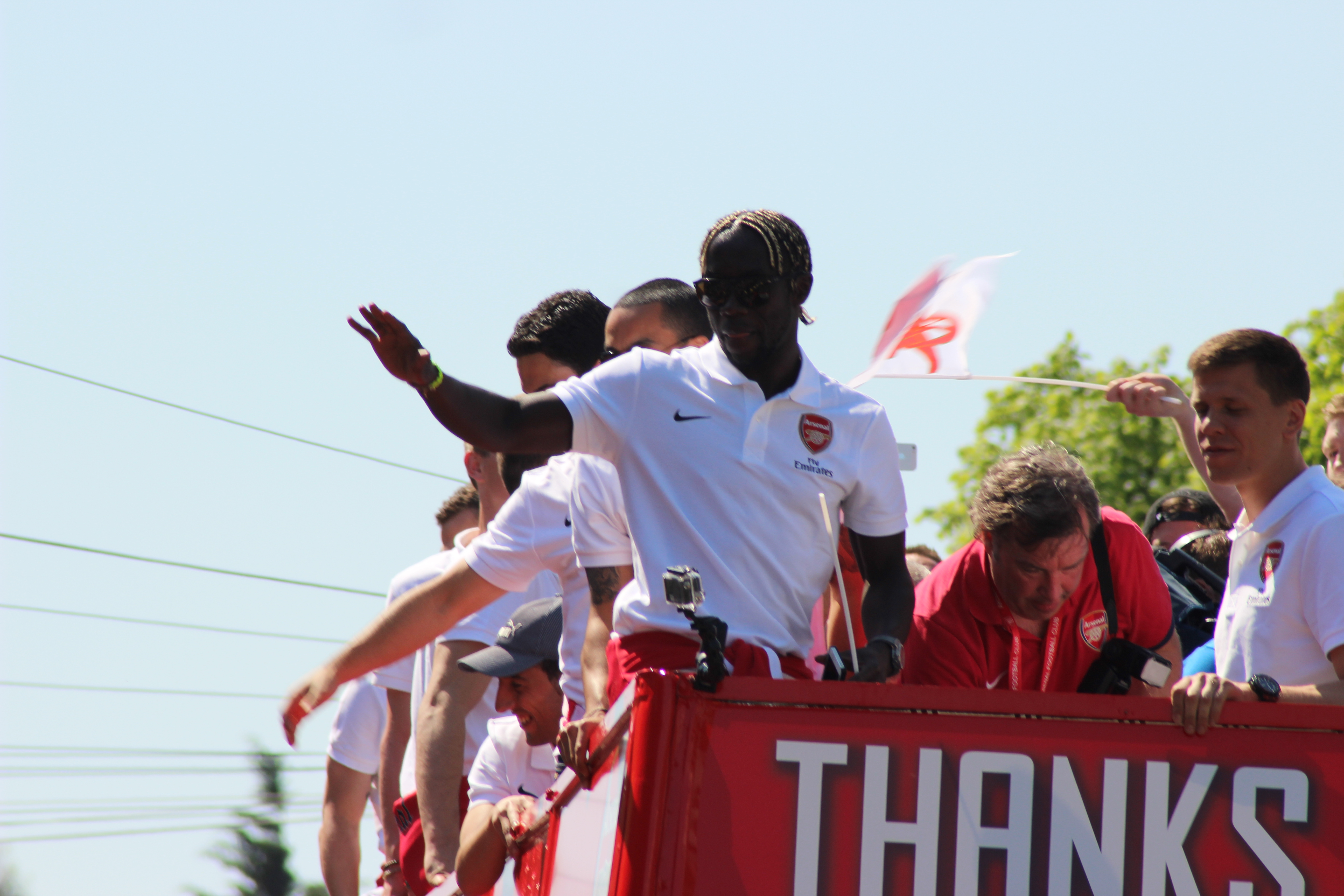
Sagna az FA-kupa megnyerését követő buszos parádén

A szezon kezdetén is Sagna maradt az első számú jobbhátvéd az angol Carl Jenkinson előtt. Szeptember 22-én Mesut Özil szabadrúgásából fejelt a Stoke City hálójába, szezonbeli első, arsenalos 5. gólját lőtte és bebiztosította a 3–1-es győzelmet. Május 17-én kezdett a Wembley Stadionban rendezett kupadöntőn, az Arsenal 3–2-re verte a Hullt, a francia játékos első trófeáját nyerte a klub színeiben.
Május 27-én biztossá vált, Sagna nem hosszabbítja meg a szezon végén lejáró szerződését. Habár az Arsenal új kétéves szerződést tett elé, a hátvéd kijelentette, 90 százalék, hogy elhagyja a londoniakat. Több forrás is úgy értesült, a szintén Premier League-szereplő Manchester City szeretné szerződtetni. A francia azt mondta: "Azért nem írtam alá az Arsenalhoz, mert a tárgyalások rossz irányba haladtak."

### Manchester City
2014. június 13-án biztossá vált, Sagna június 30-án lejáró szerződése után a Premier League-címvédő Manchester Citybe igazol. Ő volt a City első nyári igazolása, három évre írt alá, a 3-as mezt kapta.

### Benevento Calcio
2018. február 3-án szabadon igazolható játékosként ingyen írt alá az olasz élvonalban újonc Benevento csapatához.

## Válogatottban

### U21
Sagna korábban hazája U21-es csapatában játszott, részt vett a 2006-os U21-es labdarúgó-Európa-bajnokságon is.
17 évesen Sagna a szenegáli csapatban akart játszani, őt idézve: "17 évesen Szenegál színeiben akartam játszani, de nem válaszoltak. Kicsit csalódott voltam. De amikor elkezdtem játszani az Auxerre-ben, felvették velem a kapcsolatot, az első meccs a francia U21-esek meccsével lett volna egy napon, döntenem kellett."

### Felnőttválogatott
A felnőttek közt először 2007. augusztus 22-én lépett pályára, Szlovákia ellen egy órányi padozás után állt be François Clerc helyére. Tétmeccsen a Feörer elleni 2008-as Európa-bajnoki selejtezőn mutatkozott be, a 2007. október 13-án rendezett találkozón végig játszott, 6–0-ra győztek. A selejtezősorozatban ez volt egyetlen pályára lépése. Mivel nem épült fel a Chelsea ellen 2008 márciusában elszenvedett sérüléséből, nem pályázhatott az osztrák-svájci kontinenstornán való részvételre.
Felépülése után Sagna 2008 augusztusában a svédek 3–2-es legyőzésekor tért vissza a válogatottba, az idegenbeli barátságos összecsapást végigjátszotta. A 2010-es labdarúgó-világbajnokság selejtezőin alapembernek számított. Ott volt a válogatott katasztrofális dél-afrikai szereplése alkalmával; a franciák kikaptak a házigazdáktól és kiestek a csoportból.
Lábtörése miatt kihagyta a 2012-es labdarúgó-Európa-bajnokságot.

## Statisztikák

### Klubcsapatban
2017. május 25. szerint
| Klub            | Szezon   | Bajnokság      | Bajnokság | Bajnokság | Kupa  | Kupa | Európa | Európa | Összesen | Összesen |
| Klub            | Szezon   | Bajnokság      | Meccs     | Gól       | Meccs | Gól  | Meccs  | Gól    | Meccs    | Gól      |
| --------------- | -------- | -------------- | --------- | --------- | ----- | ---- | ------ | ------ | -------- | -------- |
| Auxerre         | 2004–05  | Ligue 1        | 26        | 0         | 7     | 0    | 10     | 0      | 43       | 0        |
| Auxerre         | 2005–06  | Ligue 1        | 23        | 0         | 3     | 0    | 1      | 0      | 27       | 0        |
| Auxerre         | 2006–07  | Ligue 1        | 38        | 0         | 3     | 0    | 10     | 0      | 51       | 0        |
| Auxerre         | Összesen | Összesen       | 87        | 0         | 13    | 0    | 21     | 0      | 121      | 0        |
| Arsenal         | 2007–08  | Premier League | 29        | 1         | 3     | 0    | 8      | 0      | 40       | 1        |
| Arsenal         | 2008–09  | Premier League | 35        | 0         | 5     | 0    | 9      | 0      | 49       | 0        |
| Arsenal         | 2009–10  | Premier League | 35        | 0         | 1     | 0    | 8      | 0      | 44       | 0        |
| Arsenal         | 2010–11  | Premier League | 33        | 1         | 6     | 1    | 4      | 0      | 43       | 2        |
| Arsenal         | 2011–12  | Premier League | 21        | 1         | 2     | 0    | 6      | 0      | 29       | 1        |
| Arsenal         | 2012–13  | Premier League | 25        | 0         | 3     | 0    | 3      | 0      | 31       | 0        |
| Arsenal         | 2013–14  | Premier League | 35        | 1         | 4     | 0    | 9      | 0      | 48       | 1        |
| Arsenal         | Összesen | Összesen       | 213       | 4         | 24    | 1    | 47     | 0      | 284      | 5        |
| Manchester City | 2014–15  | Premier League | 9         | 0         | 3     | 0    | 4      | 0      | 16       | 0        |
| Manchester City | 2015–16  | Premier League | 28        | 0         | 6     | 0    | 11     | 0      | 45       | 0        |
| Manchester City | 2016–17  | Premier League | 16        | 0         | 3     | 0    | 5      | 0      | 24       | 0        |
| Manchester City | Összesen | Összesen       | 53        | 0         | 12    | 0    | 20     | 0      | 85       | 0        |
| Összesen        | Összesen | Összesen       | 353       | 4         | 49    | 1    | 88     | 0      | 490      | 5        |

## Sikerei, díjai
AJ Auxerre
- Coupe de France: 2005
- Intertotó-kupa: 2006

Arsenal
- FA-kupa: 2013–14

Manchester City
- Ligakupa: 2016

Egyéni
- Auxerre Szezon Játékosa: 2006–07
- UNFP Ligue 1 év csapata: 2006–07
- PFA Premier League év csapata: 2007–08, 2010–11

## Magánélete
Sagna szenegáli és muszlim. Két gyermeke van auxerre-i származású feleségétől, Ludivinetől, rajongóival a Twitteren kommunikál. Unokatestvére, Ibrahima Sonko Angliában a Reading játékosa volt, 2012 óta a török Akhisar Belediyesporban szerepel.
2011. március 31-én Sagna a Grassroot Soccer nagykövete lett, ez egy alapítvány, amely a labdarúgás erejével oktatja, inspirálja és mozgatja meg a közösségeket, hogy megállítsák a HIV terjedését.
Csapattársai Bac-nak becézik.

## Fordítás
- Ez a szócikk részben vagy egészben  a   Bacary Sagna című angol Wikipédia-szócikk ezen változatának fordításán alapul.  Az eredeti cikk szerkesztőit annak laptörténete sorolja fel. Ez a jelzés csupán a megfogalmazás eredetét és a szerzői jogokat jelzi, nem szolgál a cikkben szereplő információk forrásmegjelöléseként.